# پیتر گروسر
پیتر گروسر (انگلیسی: Peter Grosser; ۲۸ سپتامبر ۱۹۳۸ – ۲ مارس ۲۰۲۱) بازیکن فوتبال اهل آلمان بود.
از باشگاه‌هایی که در آن بازی کرده‌است می‌توان به باشگاه فوتبال بایرن مونیخ، باشگاه فوتبال ردبول زالتسبورگ، و باشگاه فوتبال مونیخ ۱۸۶۰ اشاره کرد.
وی همچنین در تیم ملی فوتبال آلمان بازی کرده‌است.